# Reteporella atlantica
Reteporella atlantica is een mosdiertjessoort uit de familie van de Phidoloporidae. De wetenschappelijke naam van de soort is voor het eerst geldig gepubliceerd in 1884 door Busk.